# 引佐町東黒田
引佐町東黒田（いなさちょうひがしくろだ）は静岡県浜松市浜名区の大字。住居表示未実施。

## 地理
浜松市浜名区の北西部、引佐地区の西部に位置する。東で引佐町四方浄・引佐町別所、西で引佐町西黒田・引佐町谷沢・愛知県新城市下吉田（浅間（せんげん））、南で引佐町伊平、北で引佐町的場と接する。

## 歴史

### 沿革
- 1889年（明治22年）4月1日 - 町村制が施行される。引佐郡東黒田村外4村及び東久留女木村字新田が合併し、伊平村となる[書籍 1]。旧村名は伊平村の大字として残る[WEB 7]。
- 1955年（昭和30年）5月1日 - 引佐町・伊平村・奥山村・鎮玉村が新設合併し、引佐町となる[書籍 2]。
- 2005年（平成17年）7月1日 – 引佐町外10市町村が浜松市に編入される。大字東黒田から引佐町東黒田へ住所表記が変更となる。
- 2007年（平成19年）4月1日 - 浜松市が政令指定都市となる。引佐町東黒田は北区の一部となる。
- 2024年（令和6年）1月1日 - 浜松市の行政区再編により、引佐町東黒田は浜名区の一部となる。

## 施設
- 新東名高速道路浜松いなさJCT・浜松いなさIC
- 三遠南信自動車道（三遠道路）浜松いなさ北IC
- 浜松市消防局北消防署引佐出張所
- 浜松市引佐運動広場
- 日本エスエルシー 引佐支所
- 廣富稲荷神社
- 六所神社

## 交通

### バス
- 浜松市引佐地域バス（いなさみどりバス）
  - つつじ線（事前予約制、浜松市立引佐北部小中学校開校日のみ運行）：西黒田入口 - 消防引佐出張所 - 黒田（ - 引佐北部小中学校 方面）
  - なおとら線（事前予約制、月・水・金・土曜のみ運行（祝日・振替休日・年末年始は運休））

### 道路
- 新東名高速道路
- 国道257号
- 静岡県道47号引佐六郎沢線
- 静岡県道68号浜北三ケ日線

## その他

### 学区
小学校・中学校の学区は以下の通りである。
| 番・番地等          | 小学校                   | 中学校                   |
| ------------------- | ------------------------ | ------------------------ |
| 9番地～20番地       | 浜松市立井伊谷小学校     | 浜松市立引佐南部中学校   |
| 9番地～20番地を除く | 浜松市立引佐北部小中学校 | 浜松市立引佐北部小中学校 |

### 警察
警察の管轄区域は以下の通りである。
| 番・番地等 | 警察署     | 交番・駐在所 |
| ---------- | ---------- | ------------ |
| 全域       | 細江警察署 | 引佐町交番   |

### 消防
消防の管轄区域は以下の通りである。
| 番・番地等 | 消防署   | 本署/出張所 |
| ---------- | -------- | ----------- |
| 全域       | 北消防署 | 引佐出張所  |

### 書籍
1. ↑  『引佐町史 下巻』引佐町、1993年3月31日、306,308頁。
2. ↑  『引佐町史 下巻』引佐町、1993年3月31日、731-738頁。

### WEB
1. ↑  “h02_22.csv”.   総務省 (2022年2月10日). 2024年8月20日閲覧。
2. ↑  “静岡県浜松市北区引佐町東黒田 (221350350)｜国勢調査町丁・字等別境界データセット”.   人文学オープンデータ共同利用センター. 2024年10月22日閲覧。
3. ↑  “静岡県 浜松市浜名区 引佐町東黒田の郵便番号 - 日本郵便”.   日本郵便. 2024年8月20日閲覧。
4. ↑  “市外局番の一覧”.   総務省 (2022年3月1日). 2024年8月20日閲覧。
5. ↑  “事業所案内及び管轄地域（事務所3件、分室3件）”.   一般社団法人静岡県自動車会議所. 2024年8月20日閲覧。
6. ↑  “住居表示実施状況／浜松市”.   浜松市 (2024年1月4日). 2024年8月20日閲覧。
7. ↑  “解説ページ”.   株式会社エア. 2024年10月15日閲覧。
8. ↑  “学校名から探す／浜松市”.   浜松市 (2024年1月1日). 2024年8月20日閲覧。
9. ↑  “引佐町交番｜静岡県警察”.   静岡県警察 (2024年1月1日). 2024年8月20日閲覧。
10. ↑  “消防署の町別管轄「い」／浜松市”.   浜松市 (2020年3月25日). 2024年8月20日閲覧。